# Ruteniridosmina
La ruteniridosmina è un minerale composto da iridio, osmio e rutenio. Il nome deriva dalla sua composizione. La definizione dell'IMA adottata nel 1991 classifica con questo nome le leghe di Ir, Os e Ru cristallizzate secondo il sistema esagonale che contengono iridio come elemento più abbondante.

## Origine e giacitura
La ruteniridosmina si rinviene nei depositi alluvionali derivati da rocce ultramafiche.